# جيمس بيرك (لاعب كريكت)
جيمس بيرك (25 يناير 1991 في المملكة المتحدة - ) (بالإنجليزية: James Burke)‏ هو لاعب كريكت بريطاني. لعب مع نادي مقاطعة سري للكريكت ‏ ونادي مقاطعة ليسترشاير للكريكت ‏ ونادي مقاطعة سومرست للكريكت ‏ وDevon County Cricket Club ‏.

## وصلات خارجية
- جيمس بيرك على موقع إي آس بي آن كريك إنفو (الإنجليزية)